# لنچه آندریفسکا
لنچه آندریفسکا (انگلیسی: Lenche Andreevska؛ زادهٔ ۱۳ اوت ۱۹۹۲) بازیکن فوتبال اهل مقدونیه شمالی است.
وی همچنین در تیم ملی فوتبال North Macedonia بازی کرده‌است.